# Bão Barijat (2018)
Bão Barijat, được biết đến ở Philippines với tên gọi là bão Neneng hay bão số 5 ở Việt Nam.

## Cấp bão
Cấp bão (Việt Nam): Cấp 8 - Bão nhiệt đới.
Cấp bão (Nhật Bản): 40kts - Bão nhiệt đới, áp suất 998 hPa.
Cấp bão (Hoa Kỳ): 40kts - Bão nhiệt đới.
Cấp bão (Philippines): Áp thấp nhiệt đới.
Cấp bão (Hàn Quốc): 18 m/s (65 km/h) - Bão yếu.
Cấp bão (Hồng Kông): 65 km/h - Bão nhiệt đới.
Cấp bão (Bắc Kinh): 20 m/s - Bão nhiệt đới yếu.

## Lịch sử khí tượng
- Bản chất bão số 5 là một cơn bão yếu ngay trên vịnh Bắc Bộ.[3]
- Vào ngày 8 tháng 9, một áp thấp nhiệt đới hình thành gần Batanes ở Philippines. Cơn bão được đặt tên là Neneng bởi PAGASA, với Batanes được đặt bởi TCWS#1. Vào ngày hôm sau, Neneng trở thành một cơn bão nhiệt đới, với việc JMA gán tên Barijat. Trong 2 ngày tiếp theo, bão nhiệt đới Barijat di chuyển về phía tây qua Biển Đông, đạt cường độ cực đại với tốc độ gió tối đa kéo dài 10 phút là 85 km/h vào đêm ngày 11 tháng 9. Vào ngày 13 tháng 9, cơn bão nhiệt đới Barijat (Neneng) đổ bộ vào bán đảo Lôi Châu, gần khu vực mà cơn bão nhiệt đới Sơn Tinh (Henry) đã đổ bộ 2 tháng trước, trước khi đổ bộ vào miền Bắc Việt Nam sau đó trong cùng ngày. Trong buổi tối ngày 13 tháng 9, Barijat trở thành một vùng thấp, tan biến vào ngày hôm sau.[1]
- Bão nhiệt đới Barijat đã gây hàng chục vụ lở đất trên Batanes, làm tăng nguy cơ sạt lở đất lớn và lũ lụt lớn trong đất do đất đã bão hòa, ngấm nước quá nhiều bởi ảnh hưởng của cơn bão.[4]